# Antoine Batisse
Antoine Batisse (sinh ngày 13 tháng 1 năm 1995) là một cầu thủ bóng đá chuyên nghiệp người Pháp thi đấu ở vị trí hậu vệ hoặc Tiền vệ cho Pau FC. Trước đó anh từng thi đấu cho Chamois Niortais và Boulogne.

## Sự nghiệp
Batisse sinh ra ở Versailles, vùng ngoại ô Paris, nhưng lớn lên ở miền tây nước Pháp. Anh gia nhập Niort với tư cách cầu thủ trẻ năm 2009, sau khi thi đấu cho La Rochelle. Anh trải qua hệ thống trẻ và nhận được bản hợp đồng chuyên nghiệp trước mùa giải 2014–15. Batisse có màn ra mắt cho Niort trong chiến thắng 2–1 trên sân nhà trước Angers vào ngày 26 tháng 9 năm 2014, thi đấu cả trận. Anh cũng góp phần giúp đội vào vòng 32 đội của Cúp bóng đá Pháp mùa giải đó, bao gồm các chiến thắng trước Chauvigny và Genêts Anglet.

## Thống kê sự nghiệp
Tính đến trận đấu diễn ra ngày 14 tháng 5 năm 2022.
| Câu lạc bộ         | Mùa giải           | Giải vô địch       | Giải vô địch | Giải vô địch | Cúp     | Cúp       | CúpLiên đoàn | CúpLiên đoàn | Tổng cộng | Tổng cộng |
| Câu lạc bộ         | Mùa giải           | Hạng đấu           | Số trận      | Bàn thắng    | Số trận | Bàn thắng | Số trận      | Bàn thắng    | Số trận   | Bàn thắng |
| ------------------ | ------------------ | ------------------ | ------------ | ------------ | ------- | --------- | ------------ | ------------ | --------- | --------- |
| Chamois Niortais   | 2014–15            | Ligue 2            | 7            | 0            | 3       | 0         | 0            | 0            | 10        | 0         |
| Chamois Niortais   | 2015–16            | Ligue 2            | 12           | 0            | 3       | 1         | 0            | 0            | 15        | 1         |
| Chamois Niortais   | 2016–17            | Ligue 2            | 2            | 0            | 0       | 0         | 1            | 0            | 3         | 0         |
| Chamois Niortais   | 2017–18            | Ligue 2            | 15           | 0            | 3       | 0         | 0            | 0            | 18        | 0         |
| Chamois Niortais   | Tổng cộng          | Tổng cộng          | 36           | 0            | 9       | 1         | 1            | 0            | 46        | 1         |
| Boulogne (mượn)    | 2016–17            | National           | 5            | 0            | 2       | 0         | 0            | 0            | 7         | 0         |
| Pau                | 2018–19            | National           | 34           | 1            | 1       | 0         | 0            | 0            | 35        | 1         |
| Pau                | 2019–20            | National           | 20           | 2            | 1       | 0         | 0            | 0            | 21        | 2         |
| Pau                | 2020–21            | Ligue 2            | 35           | 3            | 1       | 0         | 0            | 0            | 36        | 3         |
| Pau                | 2021–22            | Ligue 2            | 33           | 1            | 0       | 0         | 0            | 0            | 33        | 1         |
| Pau                | Tổng cộng          | Tổng cộng          | 122          | 7            | 3       | 0         | 0            | 0            | 125       | 7         |
| Tổng kết sự nghiệp | Tổng kết sự nghiệp | Tổng kết sự nghiệp | 163          | 7            | 14      | 1         | 1            | 0            | 178       | 8         |